# Barcelona Acció Solidària
Barcelona Acció Solidaria (BAS) és una organització no governamental (ONG) fundada l'any 2000 a Catalunya, amb seu social al barri de Sant Andreu de Barcelona, que es descriu laica i no adscrita a cap partit polític. Organitza cada any una caravana solidària al llarg de diversos països de l'Àfrica Occidental, amb la participació d'altres ONG i d'ajuntaments.
Té com a objectiu ajudes a les tasques de «cooperació internacional, ajuda humanitària i solidaritat amb els països menys afavorits». La seva activitat se centra en la preparació i desenvolupament de combois amb destí a diversos països, fonamentalment de l'àrea occidental del continent africà, dotant de material a altres ONG (asseguren treballar en col·laboració amb 33) que treballen en països com el Marroc, el Senegal o Gàmbia, activitats de conscienciació ciutadana i suport logístic a altres entitats i projectes. El 2008, l'entitat es definia com a «ONG logística», i es plantejava fer dues caravanes solidàries a l'any. També havia iniciat set projectes propis de desenvolupament econòmic a Mauritània, Senegal i Gàmbia. La Caravana Solidària va tenir aquell any un cost a l'entorn de 50.000 euros, que es va cobrir amb aportacions d'institucions, altres entitats i empreses patrocinadores, ja fos en diners o en espècie. Les primeres edicions de la Caravana Solidària van ser formalment organitzades per l'Ajuntament de Barcelona a través del fons Barcelona Solidària.

## Segrest de cooperants del 2009
El 2009, en el transcurs de la novena caravana, formada per nou vehicles i un carregament de més de 100.000 quilograms de material escolar i sanitari, el grup d'Al-Qaida del Magreb Islàmic va segrestar tres cooperants d'aquesta ONG en el seu pas per Mauritània. Després de quasi quatre mesos, van alliberar Alícia Gámez i, després de 267 dies, els altres dos segrestats, Roque Pascual i Albert Vilalta, a canvi d'un rescat del govern espanyol que no es va fer públic. Va ser el segrest més llarg de la història d'Al-Qaida del Magreb fins aleshores. Després d'aquest succés, Barcelona Acció Solidaria va confirmar que continuaria fent aquestes caravanes però que evitarien Mauritània. Un any després, tot i que van començar a fer trameses amb contenidor per via marítima, BAS va perdre el suport de l'Ajuntament de Santa Coloma de Gramenet després d'un informe desfavorable del Fons Català de Cooperació al Desenvolupament per plantejar un excés de despeses d'estructura i una intervenció directa sense contrapart al país destí.